# Onthophagus turrbal
Onthophagus turrbal là một loài bọ cánh cứng trong họ Bọ hung (Scarabaeidae).